# Ingmar Dureman
Erik Ingmar Dureman, född 19 februari 1925 i Möklinta församling, Västmanlands län, död 1979, var en svensk psykolog. 
Dureman, som var on till länsskogvaktare Ewald Dureman och Anna Larsson, avlade studentexamen i Västerås 1945 och folkskollärarexamen 1947. Han blev filosofie kandidat vid Uppsala universitet 1951, filosofie licentiat i pedagogik 1954 och i psykologi 1956, filosofie doktor 1959 (promoverad 1960), docent inom medicinska fakulteten i Uppsala 1960, docent i psykologi inom humanistiska fakulteten och lärare på psykologiska institutionen i Uppsala 1960. Han var visiting professor i USA 1961, tillförordnad professor i Uppsala 1962, blev universitetslektor där 1964 och professor i psykologi, särskilt tillämpad psykologi, där 1969. Han var ledamot av centrala behörighetsnämnden av Sveriges psykologförbund och ordförande Föreningen för psykisk forskning.